# Bassin supérieur de la Wiltz
Bassin supérieur de la Wiltz este o arie protejată (arie specială de conservare — SAC, sit de importanță comunitară — SCI, arie de protecție specială avifaunistică — SPA) din Belgia întinsă pe o suprafață de 286,35 ha, integral pe uscat.

## Localizare
Centrul sitului Bassin supérieur de la Wiltz este situat la coordonatele 50°00′43″N 5°47′46″E / 50.011943°N 5.796185°E.

## Înființare
Situl Bassin supérieur de la Wiltz a fost declarat arie de protecție specială avifaunistică în aprilie 2016 pentru a proteja 14 specii de animale. Alte tipuri de protecție:
- sit de importanță comunitară (în octombrie 2002)
- arie specială de conservare (în aprilie 2016)[1][3][4]

## Biodiversitate
Situată în ecoregiunea continentală, aria protejată conține 13 habitate naturale: Ape stătătoare oligotrofe până la mezotrofe, cu vegetație de Littorelletea uniflorae și/sau de Isoëto-Nanojuncetea, Lacuri eutrofice naturale cu vegetație de tip Magnopotamion sau Hydrocharition, Cursuri de apă de la nivel de câmpie la nivel montan, cu vegetație Ranunculion fluitantis și Callitricho-Batrachion, Pajiști uscate europene, Formațiuni ierboase bogate în specii de Nardus, dezvoltate pe substraturi silicioase în zone montane (și în zone submontane, în Europa continentală), Pajiști cu Molinia pe soluri calcaroase, turboase sau argilos-nămoloase (Molinion caeruleae), Liziere de ierburi înalte hidrofile de câmpie și de nivel montan până la alpin, Fânețe de joasă altitudine (Alopecurus pratensis, Sanguisorba officinalis), Păduri de fag Luzulo-Fagetum, Păduri de fag Asperulo-Fagetum, Păduri de stejar sau de stejar și carpen sub-atlantice și medio-europene de Carpinion betuli, Păduri acidofile de stejar bătrân cu Quercus robur pe câmpii nisipoase, Păduri aluvionare cu Alnus glutinosa și Fraxinus excelsior (Alno-Padion, Alnion incanae, Salicion albae).
La baza desemnării sitului se află mai multe specii protejate:
- păsări (9): rață pitică (Anas crecca), barză neagră (Ciconia nigra), egretă albă (Egretta alba), becațină comună (Gallinago gallinago), sfrâncioc roșiatic (Lanius collurio), sfrâncioc mare (Lanius excubitor), becațină mică (Lymnocryptes minimus), gaia roșie (Milvus milvus), mărăcinar (Saxicola rubetra)
- mamifere (2): liliac cu urechi mari (Myotis bechsteinii), liliac comun (Myotis myotis)
- nevertebrate (1): Lycaena helle
- pești (2): zglăvoacă (Cottus gobio), cicar (Lampetra planeri)

Pe lângă speciile protejate, pe teritoriul sitului au mai fost identificate 3 specii de plante, 2 specii de amfibieni, 4 specii de mamifere, 5 specii de nevertebrate.